# 亨特堡 (紐約州奧爾巴尼縣)
亨特堡（英語：Fort Hunter）是位於美國紐約州奧爾巴尼縣的非建制地區。

## 地理
亨特堡所處的海拔為高於海平面101米（即331英呎），而該地所採用的時區為UTC-5，即北美东部时区（EST）。同時該地設有夏令時間，為UTC-5調快一小時，即UTC-4（EDT）。